# Мшанець (притока Південного Бугу)
Мша́нець (Вишанець) — річка в Україні, в межах Хмельницького району Хмельницької області. Права притока Південного Бугу (басейн Чорного моря).
Довжина 22 км, площа басейну 144 км². Бере початок північно-західніше села Гайдайки одразу двома струмками у злегка заболоченій долині. На західній околиці села Гайдайки до річки впадає струмок, який у селі розливається у три ставки. Тече у східному напрямку. Ділить Гайдайки на дві частини. На річці через великий ступінь заболочення утворилась система ставків, тільки на території населеного пункту налічується шість ставків. Три лівих струмки живляться з джерел, а в їхній середній течії можна побачити ями глибиною два метри, а на другому струмку біля джерела є яма глибиною чотири метри. Те ж саме спостерігається на п'ятьох правих струмках у верхній течії. Західніше села Бубнівка Наркевицької громади Мшанець розливається у став, на правому березі якого є обриви, що в окремих місцях досягають 2 м, а на лівому березі є глиняний кар'єр. Від греблі цього ставка починається середня течія. Річка плине біля південної околиці села Бубнівка заболоченою заплавою. А на південному сході утворює Наркевицьке водосховище площею водного дзеркала 1,15 км² та довжиною берегової лінії 7,1 км. Воно простяглося до селища Наркевичі.
Абсолютна висота у верхній течії річки становить 349,6 м, а в нижній — 300 м. Коливання висот у басейні не перевищує 30-40 м, тут можна помітити вододільні плоскі маловиразні овальні пониження з численними «блюдцями», які навесні зайняті сезонними озерцями, а долини заболочені, схили — положисті з чітко вираженими слідами площинної ерозії, зрідка лінійної — ярів і балок.
У басейні переважають чорноземи глибокі — найродючіші ґрунти. У геоботанічному відношенні басейн річки розташований у межах Волочисько-Авратинського геоботанічного району, де в доагрикультурні часи були поширені лучні степи, остепнені луки і болота по долинах річок. На цій території переважають відкриті ландшафти — поля, закритий ландшафт, ліс є біля селища Наркевичі.
У верхній течії Мшанця переважають суходільні луки, а в середній і нижній — заплавні луки і болота, які займають значні площі. Болота вкриті звичайно очеретяними, широколисто-рогозовими, великолепешняковими угрупуваннями рослин. Поширені рослини: чагарникова рослинність — шипшина собача, глід; невисокі дерева — вишні кущові, груші звичайні та яблуні лісові; лучна рослинність — тонконіг вузьколистий, типчак борознистий, костриця сиза, осока низька, бородач звичайний, шавлій лучний, деревій звичайним, жовтець повзучий, гадючник шестипелюстковий; справжні заплавні луки — осока гостра, лепешняк великий, хвощ болотний, мітлиця собача, тонконіг болотний; болотна рослинність — осока висока, пухирчаста, гостроподібна, здута, дерниста та ін. Водна рослинність: в ценозах переважають ряска мала, роголистник занурений. В ценозах вкоріненої рослинності переважають види рдесника, водяна сосонка ланцетолиста, валіснерія спіральна, елодея канадська. Відразу за очеретяно-рогізною смугою, а часто і при березі, зустрічаються зарості глечиків жовтих. Це рідкісне водне угруповання, яке включено до Зеленої книги України.

## Притоки
Річка без назви — річка у Хмельницькому районі, права притока Мшанця. Довжина річки 18 км, площа басейну водозбору 58,1 км². Бере початок на південно-східній стороні від селища Війтівці. Тече переважно на північний схід через села Криштопівка, Трительники, Баглаї, Юхимівці і між селами Наркевичі та Мар'янівка впадає у Мшанець.